# جون زد
جوناثان ريستو كوينونيس (من مواليد 20 مايو 1991) ، المعروف باسم جون زد ، هو مغني راب بورتوريكي. 
تعاون جون زد مع فنانين بارزين مثل إنريكي إغليسياس ويلو كلاو وفاروكو و أولمايتي و أركانهيل و نينغو فلو و بيبي راستا و  ويسين و دون تشيزينا وغيرهم ،  الذين كانوا في مناصب عالية في قائمة Billboard وحصلت على شهادات RIAA. 

## روابط خارجية
- جون زد على أول ميوزيك
- جون زد في قاعدة بيانات الأفلام على الإنترنت